# Elizabeth Tadich
Vous pouvez aider à l'améliorer ou bien discuter des problèmes sur sa page de discussion.
- Il ne cite pas suffisamment ses sources. Vous pouvez indiquer les passages à sourcer avec {{référence nécessaire}} ou {{Référence souhaitée}}, et inclure les références utiles en les liant aux notes de bas de page. (Marqué depuis avril 2024)
- Son contenu est rédigé entièrement ou presque à partir d'une seule source. N'hésitez pas à modifier cet article pour améliorer sa vérifiabilité en apportant de nouvelles références dans des notes de bas de page. (Marqué depuis avril 2024)
- Certaines informations devraient être mieux reliées aux sources mentionnées dans la bibliographie ou les liens externes. Améliorez sa vérifiabilité en les associant par des références. (Marqué depuis avril 2024)

- Archive Wikiwix
- Bing
- Cairn
- DuckDuckGo
- E. Universalis
- Gallica
- Google
- G. Books
- G. News
- G. Scholar
- Persée
- Qwant
- (zh) Baidu
- (ru) Yandex
- (wd) trouver des œuvres sur Wikidata

Elizabeth Tadich, née le 11 octobre 1976 à Shepparton, est une coureuse cycliste australienne. Elle a notamment été vice-championne du monde sur route en 1997.

## Palmarès
- 1995
  -  Championne d'Australie sur route
  - White Pages Tour
  - 4e étape du White Pages Tour
- 1996
  - Tour féminin en Limousin
  - Tour de la Drôme
  - 1re étape du Tour de la Drôme
  - 2e de Street-Skills Cycle Classic
- 1997
  -  Médaillée d'argent du championnat du monde de cyclisme sur route
  - 3e de Bad Schussenried
- 1998
  - 2e étape de Discovery Channel Women`s Cycling Classic
  - 3e étape du Tour de Thuringe féminin
  - 2e étape de Canberra Tour
  - 3e de Discovery Channel Women`s Cycling Classic
  - 3e de Sydney Classic
  - 3e de Canberra Tour
  - 3e du Championnat d'Australie sur route
- 1999
  - 4e étape du Tour de Snowy
- 2001
  - 2e du Championnat d'Australie sur route
- 2002
  - 4e étape du Tour de Snowy